# Matisyahu
Matthew Paul Miller (West Chester, 30 juni 1979), Hebreeuwse artiestennaam Matisyahu, is een Amerikaans-Joodse reggaezanger.

## Levensloop

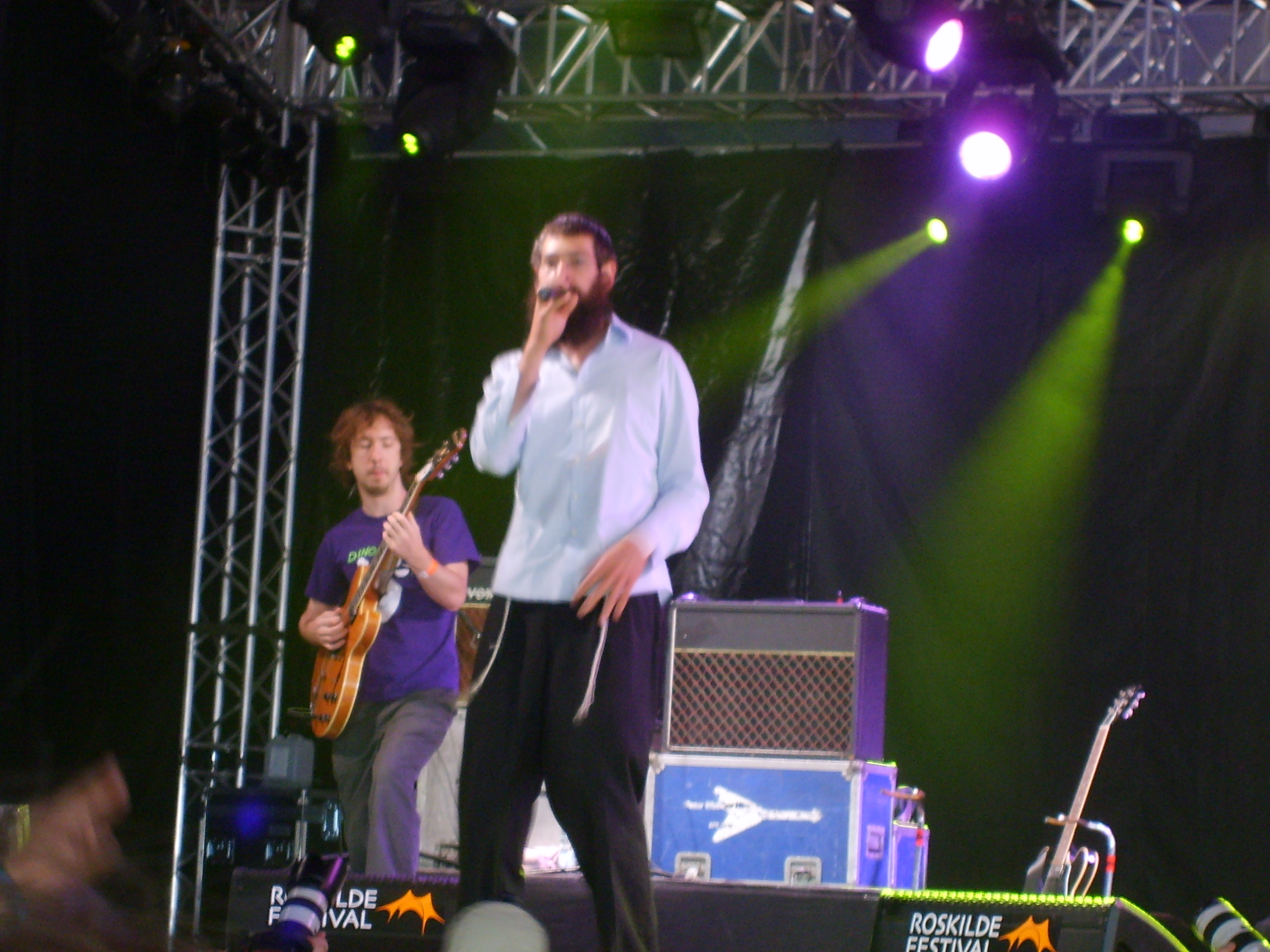
Matisyahu op het Roskilde Festival in 2006

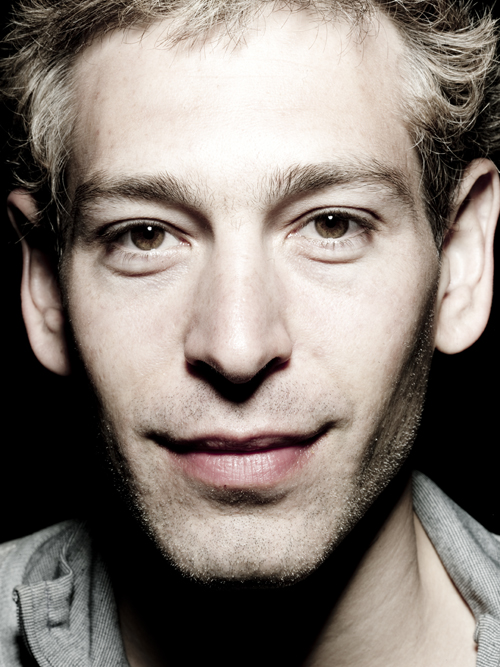
Matisyahu in 2012

Matisyahu werd in 2000 volgeling van de chassidische stroming binnen het jodendom. Hij ging traditionele kleding dragen, liet een zware baard staan en schreef religieuze teksten. In 2006 had Matisyahu een wereldwijde hit met de liveversie van het nummer King without a crown. 
Als acteur speelde Matisyahu rolletjes in de films A Buddy Story (2010) en The Possession (2012). In beide gevallen had zijn personage een Joodse inslag.
Eind 2011 schoor Matisyahu voor het eerst zijn baard af, maar bleef achter zijn geloof staan. In augustus 2015 werd Matisyahu op het Spaanse festival Rototom Sunsplash Reggae geweerd nadat hij geweigerd had op grond van zijn eerdere uitgesproken steun aan Israël een verklaring af te geven waarin hij het recht van de Palestijnen op een eigen staat erkende. De organisatie was naar eigen zeggen bedreigd met een verstoring van het festival door de BDS-beweging (boycot, desinvestering en sancties tegen Israël) overstag gegaan. 
Voor de zomer van 2016 componeerde hij het lied Sunshine Across Israel met opnamen van de mooiste plaatsen (en mensen) van Israël.
Op 19 mei 2017 verscheen zijn zesde studioalbum Undercurrent; precies twee jaar later trad Matisyahu in het huwelijk met Talia Dressler.